# 1162
1162 (MCLXII) a fost un an obișnuit al calendarului gregorian.

## Evenimente
- 26 martie: Împăratul Frederic Barbarossa ocupă Milanul, după care distruge întreg orașul, care se revoltase față de tendințele împăratului de a restaura puterea centrală în Italia de nord; puterea imperială este restaurată și sunt numiți potentați imperiali în orașele italiene.
- 17 mai: Alungat din Roma, papa Alexandru al III-lea convoacă un conciliu la Montpellier.
- 3 iunie: Thomas Becket este consacrat ca arhiepiscop de Canterbury.
- 5 iunie: Tratat încheiat de împăratul Frederic Barbarossa cu republica din Genova, care se angajează să sprijine proiectele imperiale îndreptate împotriva regatului normand al Siciliei; în schimb, Genova este exceptată de la taxele impuse de imperiali în Italia de nord.
- 29 august-22 septembrie: Întrevedere între regele Ludovic al VII-lea al Franței și împăratul Frederic Barbarossa: se ia decizia de a nu se mai recurge la angajarea de mercenari pentru teritoriul cuprins între Paris, Rin și Alpi.
- 21 decembrie: Devenit vizir în Cairo, Shawar își masacrează întreaga familie.

### Nedatate
- octombrie: Odată cu urcarea pe tronul Aragonului a lui Alfonso al II-lea, comitatul de Barcelona se detașează de Franța.
- Emirul almohad Abd al-Mumin începe pregătirea unei flote imense (circa 400 de vase) pentru a invada Spania.
- Împăratul Frederic Barbarossa conferă conților de Provence exploatările din salinele de la Hyeres.
- Pisanii și venețienii din Constantinopol pradă cartierul negustorilor genovezi din capitala bizantină.
- Se încheie procesul de colonizare a sașilor în Transilvania.
- Sultanul selgiucid de Rum, Qilidj-Arslan al II-lea se recunoaște vasal față de împăratul Manuel I Comnen al Bizanțului.

## Arte, Știință, Literatură și Filozofie
- Este încheiată construcția pagodei Beisi din China.

## Înscăunări
- 10 ianuarie: Amalric I, rege al Ierusalimului (1162-1174).
- 27 iunie: Hugues al III-lea, duce de Burgundia.
- 19 iunie: Ștefan al III-lea, rege al Ungariei, (1162-1172)
- 15 iulie: Ladislau al II-lea, rege al Ungariei (1162-1163), împotriva regelui Ștefan al III-lea
- 24 iulie: Xiaozong, împărat al Chinei din dinastia Song.
- octombrie: Alfonso al II-lea, rege al Aragonului (1162-1196).

## Nașteri
- 16 aprilie: Genghis Han, fondator al Imperiului mongol (d. 1227).
- Abd al-Latif al-Baghdadi, călător și scriitor arab (d. 1231).
- Fujiwara no Teika, poet japonez (d. 1241)
- Gebra Maskal Lalibela, rege al Ethiopiei (d. 1221)
- Guillem de Cabestany, trubadur spaniol (d. 1212).
- Muhammad de Ghor, sultan al Persiei (d. 1206).
- Rainier de Montferrat, om politic din Bizanț (d. 1183).

## Decese
- 10 ianuarie: Balduin al III-lea, rege al Ierusalimului (n. 1130).
- 31 mai: Geza al II-lea, rege al Ungariei (n. 1130).
- 27 iunie: Eudes al II-lea, duce de Burgundia (n. 1118).
- 7 iulie: Haakon al II-lea, rege al Norvegiei (n. 1147).
- 6 august: Ramon Berenguer al IV-lea, conte de Barcelona (n.c. 1113).
- 30 decembrie: Lorenzo da Frazzano, călugăr italian (n. 1120)
- Adi ibn Mustafa, teolog turc (n. 1073)
- Enrico Aristippo, literat italian (n. ?)
- Ibn Zuhr, filosof și medic arab (n. 1090).
- Iziaslav al III-lea de Kiev (n. ?)